# Kolhydrat

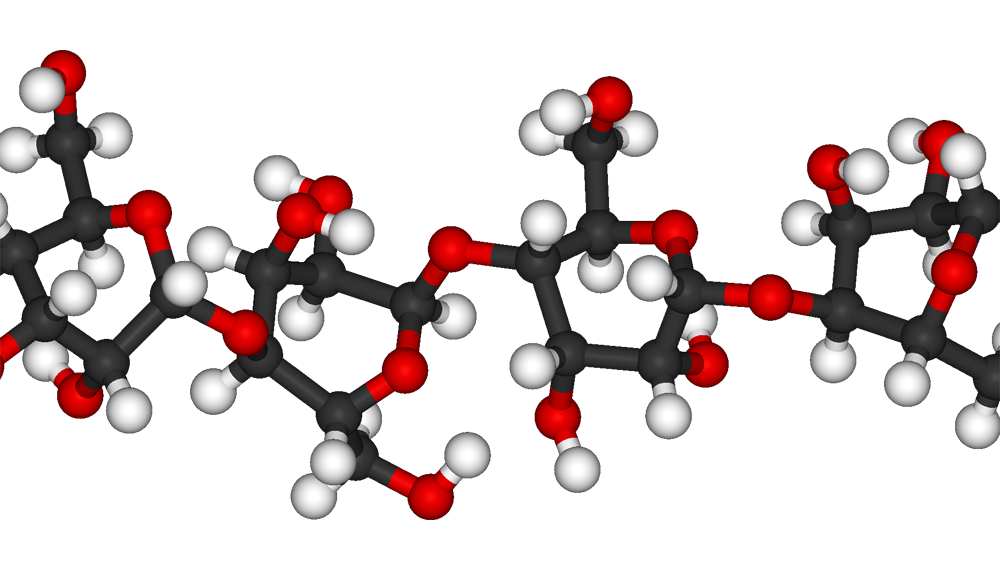
Cellulosa är en polysackarid, en kolhydrat med mycket stora molekyler.

Kolhydrater är en grupp näringsämnen och ett gemensamt namn för sockerarter (sackarider), såväl enstaka sockermolekyler (monosackarider) som sockermolekyler sammankopplade i kedjor (polysackarider). Polysackarider inkluderar disackarider som består av två sockermolekyler men även av sockermolekyler i långa kedjor, till exempel stärkelse och sockerhaltiga kostfiber.
Kolhydrater består endast av grundämnena kol, väte och syre. Namnet kommer av att kolhydrater har den kemiska formeln Cm(H2O)n (m och n ≥ 3) och därför kan betraktas som hydrater av kol. Detta stämmer dock inte för alla kolhydrater. Det biokemiska sättet att definiera en kolhydrat på är att den innehåller minst två alkoholer och minst en keton eller aldehyd. Av detta följer att de enklaste kolhydraterna innehåller tre kolatomer.

## Olika sorters kolhydrater
Sackarider finns i form av monosackarider (enkla sockerarter), disackarider och polysackarider. 

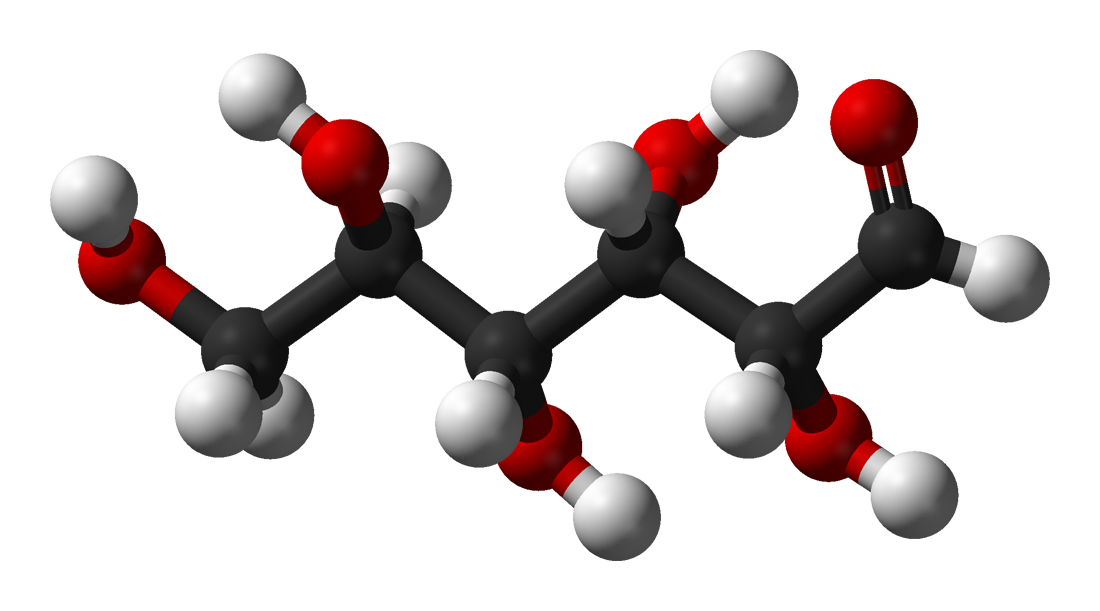
Glukos, en monosackarid.
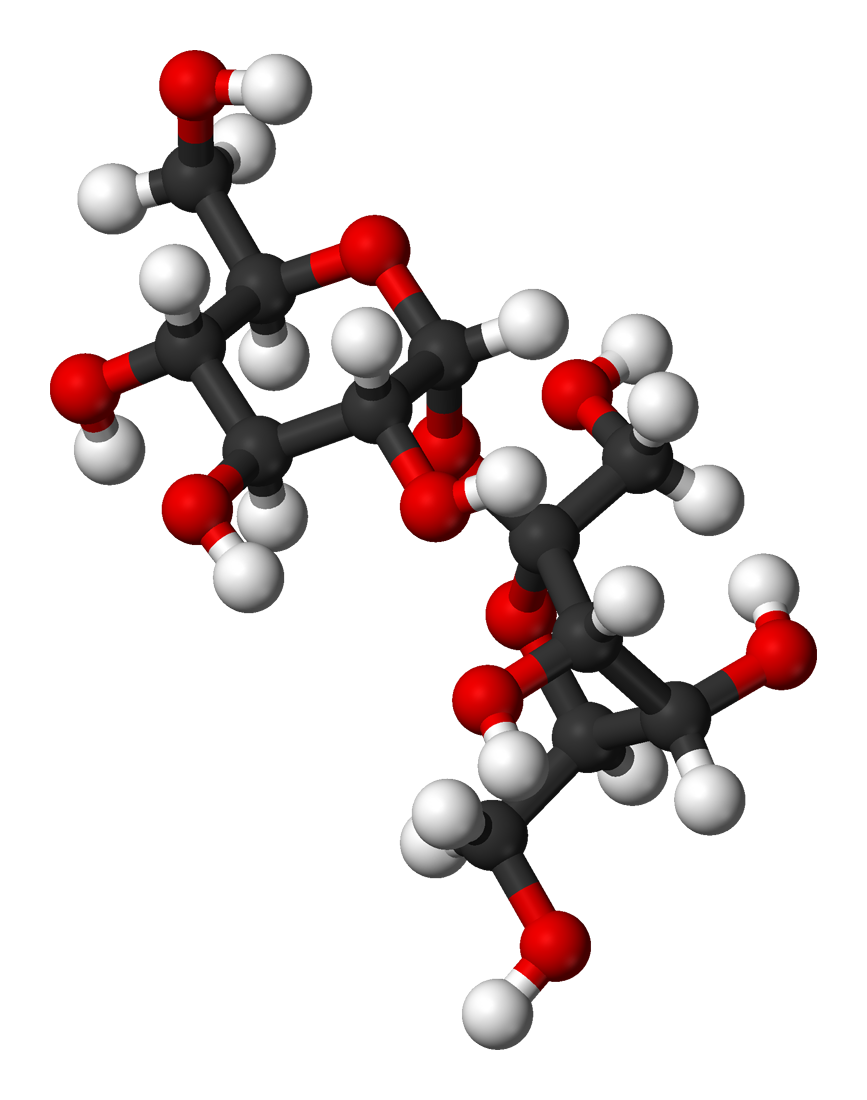
Sackaros, en disackarid.
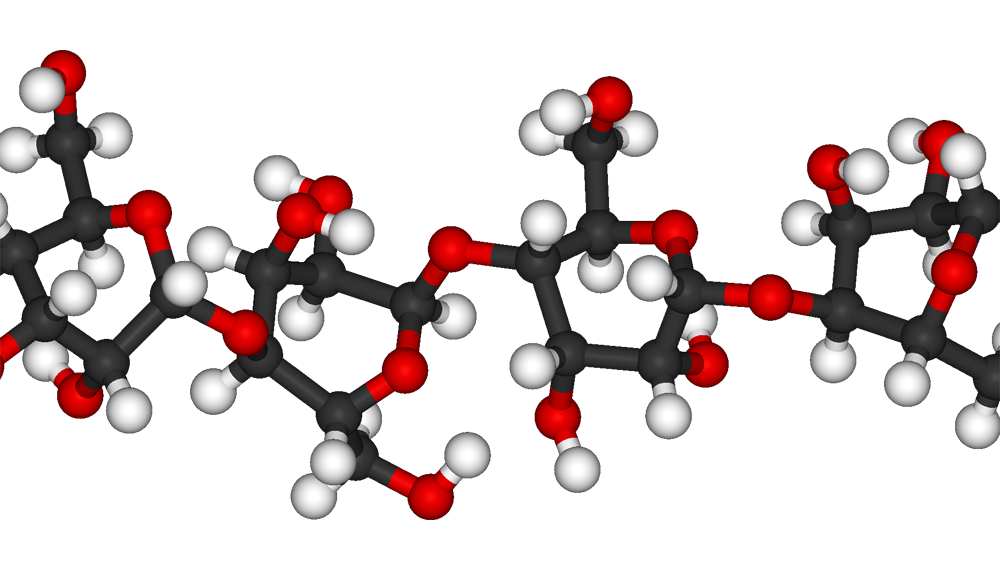
Cellulosa, en polysackarid som är uppbyggd av hundratal och upp till flera tusen glukosmolekyler.

### Monosackarider
Till monosackariderna hör bland annat fruktos, glukos, galaktos (dessa har kemiska formeln  C6H12O6), ribos (C5H10O5) och deoxyribos (C5H10O4). 

### Disackarider
Disackarider består av två sammansatta monosackarider. Dit hör bland annat rörsocker (sackaros), som består av glukos och fruktos; maltos, som består av två stycken glukos; samt mjölksocker (laktos), som består av galaktos och glukos. Dessa har kemiska formeln C12H22O11.

### Polysackarider - kostfiber
Oligosackarider består av kedjor av ett litet antal monosackarider, upp till 10 stycken. De förekommer till exempel i glykoproteiner i cellmembran. Polysackarider består av ännu längre kedjor med ända upp till tiotusentals monosackarider. De kan vara grenade eller linjära. Exempel på polysackarider är stärkelse och cellulosa.
Om kedjorna består av samma monosackarid kallas de för homopolysackarider eller homoglykaner. Om de består av flera olika monosackarider kallas de för heteropolysackarider eller heteroglykaner.
Både stärkelse och cellulosa är homoglykaner bestående av långa kedjor av glukos. I stärkelse binds glukosmolekylerna samman med raka α1-4 bindningar och grenade α1-6 bindningar. Stärkelse är en blandning mellan rak amylos och grenad amylopektin oftast i förhållanden kring 20–25% amylos och 75–80% amylopektin. Glykogen (kallas också ”djurstärkelse”) är även den grenad, med fler förgreningar än amylopektin. Glykogen lagras i levern för att användas till att höja blodsockret mellan måltiderna.
I cellulosa binds glukosmolekylerna ihop med β1-4 bindningar. Eftersom människans matspjälkning saknar enzymer för att spjälka cellulosa räknas det inte alltid in i begreppet kolhydrater. I näringsdeklarationer sorteras det in under kostfiber (icke vattenlöslig).

## Syntes av kolhydrater
Genom fotosyntes och med hjälp av ljus (från framför allt solen) omvandlar växter vatten och koldioxid till kolhydrater.

## Kolhydrater som föda
Kolhydrater är en av de tre energikällorna; de andra två är fett och protein. 1 gram kolhydrater ger 17 kJ (4 kcal). Mat från växtriket (som grönsaker, frukt, mjöl och strösocker) innehåller i allmänhet mer kolhydrater, medan mat från djurriket (som kött och ägg, men inte mejeriprodukter) nästan inte innehåller några kolhydrater alls.
Kolhydrater spjälkas i mun, mage och tarmar främst till glukos, som är den kolhydrat som är enklast för de flesta djur att använda som energikälla. Glukos kan sparas genom att omvandlas till glykogen och förbränns genom främst glykolys och citronsyracykeln. Denna förbränning är enklare än för fett och det går åt mindre syre, det är därför kolhydrater betecknas som snabb energi för kroppen.
Inom vissa dieter görs det skillnad på snabba och långsamma kolhydrater, baserat på hur snabbt de bryts ner i matspjälkningen och deras inverkan på insulinnivåerna i blodet. Denna distinktion är delvis kontroversiell. Generellt sett är de sammansatta kolhydraterna långsammare. Snabba kolhydrater som strösocker (sackaros) spjälkas snabbt till monosackarider som diffunderar ut i blodet som glukos och upp till levern. När blodsockerhalten höjs snabbt ökar insulinpåslaget kraftigt vilket snart leder till hungerkänslor. Långsamma kolhydrater innehåller en större andel stärkelse vilken omsätts förhållandevis långsamt då det måste spjälkas mer. Andra faktorer som påverkar hur snabbt kolhydraterna tas upp är matens beredningsform och vilken annan föda som ingår i måltiden. Glykemiskt index är ett mått på hur snabbt kolhydrater upptas av kroppen. Lågkolhydratdieter går ut på att starkt begränsa mängden kolhydrater i kosten, i synnerhet de snabba.
Kostfiber hör kemiskt sett till kolhydraterna men räknas normalt inte dit när man talar om kolhydrater i föda. I näringsdeklarationer på livsmedel anges kostfiber separat. Människans matspjälkning kan inte spjälka kostfiber, och den kan inte tas upp av människans tunntarm, därför når den tjocktarmen oförändrad. I tjocktarmen finns dock normalt bakterier som kan bryta ned vissa kostfiber och dessa kan därefter tas upp av tjocktarmen. Man brukar numera räkna med att kostfiber ger hälften så mycket energi som motsvarande mängd andra kolhydrater.